# تيري إرفين (لاعب كرة قدم أمريكية)
تيري إرفين (بالإنجليزية: Terry Erwin)‏ هو لاعب كرة قدم أمريكية أمريكي، ولد في 30 أغسطس 1946 في ويماوث في الولايات المتحدة.

## وصلات خارجية
- تيري إرفين على موقع مرجع كرة القدم المحترفة.كوم (الإنجليزية)